# Les Aventures de l'escamoteur
Vous pouvez aider à l'améliorer ou bien discuter des problèmes sur sa page de discussion.
- Il ne cite pas suffisamment ses sources. Vous pouvez indiquer les passages à sourcer avec {{référence nécessaire}} ou {{Référence souhaitée}}, et inclure les références utiles en les liant aux notes de bas de page. (Marqué depuis avril 2024)
- Certaines informations devraient être mieux reliées aux sources mentionnées dans la bibliographie ou les liens externes. Améliorez sa vérifiabilité en les associant par des références. (Marqué depuis avril 2024)

- Archive Wikiwix
- Bing
- Cairn
- DuckDuckGo
- E. Universalis
- Gallica
- Google
- G. Books
- G. News
- G. Scholar
- Persée
- Qwant
- (zh) Baidu
- (ru) Yandex
- (wd) trouver des œuvres sur Wikidata

Pour plus de détails, voir Fiche technique et Distribution.
Les Aventures de l'escamoteur (The Pest) est un film américain réalisé par Paul Miller, sorti en 1997.

## Synopsis
Afin de régler une dette, un arnaqueur accepte de servir de proie à un millionnaire qui organise des chasses à l'homme.

## Fiche technique
- Titre : Les Aventures de l'escamoteur
- Titre original : The Pest
- Réalisation : Paul Miller
- Scénario : John Leguizamo
- Musique : Kevin Kiner
- Pays d'origine :  États-Unis
- Sociétés de production : TriStar Pictures et The Bubble Factory
- Genre : Comédie
- Durée : 85 minutes
- Date de sortie : 7 février 1997

## Distribution
- John Leguizamo : Pestario « Pest » Vargas
- Jeffrey Jones : Gustav Shank
- Edoardo Ballerini : Himmel Shank
- Freddy Rodríguez : Bruce « Ninja »
- Tammy Townsend : Xantha Kent
- Aries Spears : Chubby
- Charles Hallahan : Angus
- Tom McCleister : Leo
- Joe Morton : M. Kent
- Ivonne Coll : Gladyz
- Pat Skipper : Glen Livitt